# Relativismo estético
O relativismo estético é a ideia de que as ideias de beleza são relativas a diferenças de percepção e consideração, intrinsecamente, não têm verdade ou validade absoluta.

## Contexto
O relativismo estético pode ser considerado como um subconjunto de um relativismo filosófico global, que nega quaisquer padrões absolutos de verdade ou moralidade, bem como de julgamento estético. Uma fonte frequentemente citada para o relativismo filosófico na teoria pós-moderna é um fragmento de Nietzsche, intitulado Sobre a verdade e a mentira no sentido extramoral.
O relativismo estético é uma variedade da filosofia geralmente conhecida como relativismo, que lança dúvidas sobre a possibilidade de acesso epistêmico direto ao mundo externo e que, portanto, rejeita a afirmação positivista de que as declarações feitas sobre o mundo externo podem ser conhecidas como sendo objetivamente verdadeiro. Outras variedades de relativismo incluem o relativismo cognitivo (a afirmação geral de que toda verdade e conhecimento são relativos) e o relativismo ético (a afirmação de que os julgamentos morais são relativos). O relativismo estético e ético são subcategorias do relativismo cognitivo.

## Categorias
O relativismo estético assume duas formas principais: subjetivismo estético e perspectivismo estético.

## Estudiosos
Filósofos que influenciaram o pensamento relativista incluem David Hume, particularmente seu ceticismo radical conforme estabelecido em Tratado da Natureza Humana; Thomas Kuhn, no que diz respeito à história e filosofia da ciência, e particularmente à sua obra A Estrutura das Revoluções Científicas; Friedrich Nietzsche, em filosofia moral e epistemologia; e Richard Rorty, sobre a contingência da linguagem.
Filósofos que deram relatos objetivistas influentes incluem Platão, e em particular a sua Teoria das ideias; Immanuel Kant, que argumentou que o julgamento da beleza, apesar de subjetivo, é uma função da mente praticada universalmente; Noam Chomsky, cuja teoria nativista da linguística defende uma gramática universal (isto é, que a linguagem não é tão contingente como os relativistas argumentam que é).
O oponente filosófico mais proeminente do relativismo estético foi Immanuel Kant, que argumentou que o julgamento da beleza, embora subjetivo, é universal.